# シルバーサン・ピックアップス
シルバーサン・ピックアップス(Silversun Pickups)とは、アメリカ合衆国カリフォルニア州ロサンゼルス出身のオルタナティヴ・ロックバンドである。略称は主にSSPUが使われる。
2006年にインディーズレーベルの"Dangerbird Records"からデビューするやいなや、楽曲のクオリティの高さや音楽性の近さから「スマッシング・パンプキンズの再来」と各方面から称賛を浴びる。
本国アメリカでの人気は高く、インディーズアーティストながら、1stアルバム『Carnavas』は、全米で35万枚以上のセールスを記録。続く2ndアルバム『Swoon』も全米アルバムチャートにて初登場7位を記録している。それらの功績もあって、第52回グラミー賞の「最優秀新人賞」にノミネートされた。

## 来歴
2004年にロサンゼルス・ハリウッドの東に位置するシルバーレイクにて結成される。元々は「A Couple of Couples」という名前で活動していた。
地道なライヴ活動を経て"Dangerbird records"と契約を結ぶ。
2005年7月26日、1stEP『Pikul』をリリースした。
2006年7月25日、1stアルバム『Carnavas』でアルバムデビュー。
2009年4月14日、2ndアルバム『Swoon』をリリース。初週に4万2000〜3000枚以上売り上げ、全米アルバムチャートにて初登場7位を記録。累計では21万枚以上を売り上げている。同年12月には第52回グラミー賞の「最優秀新人賞」にノミネートされたものの、受賞は逃した。

## メンバー

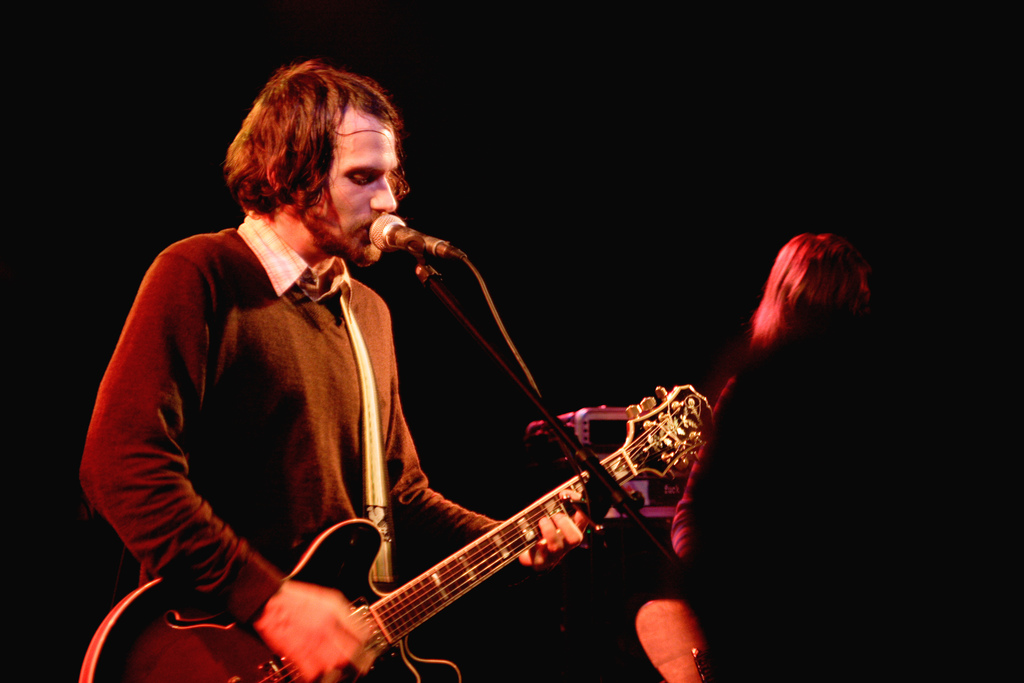
ブライアン・オーバート

- ブライアン・オーバート / Brian Aubert - (ヴォーカル・ギター)

- ニッキー・モーニンガー / Nikki Monninger - (ベース)

- ジョー・レスター / Joe Lester - (キーボード)

- クリストファー・グアンラオ / Christopher Guanlao - (ドラムス)

### 元メンバー
- ジャック・ケネディ / Jack Kennedy - (リズム・ギター)
- エルヴィラ・ゴンザレス / Elvira Gonzales - (ドラムス)

## 音楽性
スマッシング・パンプキンズ、エリオット・スミス、パール・ジャム、ピクシーズ、ソニック・ユース、マイ・ブラッディ・ヴァレンタイン等と比較される事が多い。特にスマッシング・パンプキンズとは、共に女性ベーシストを有するという点でバンド形態まで似ており、よく比較の対象になる。
また、アメリカのみならず日本でも人気が高く、1stアルバムの「カーナヴァス」日本国内盤が発売される前から話題を集めていた。また、LUNA SEAのJは、知名度が上がる前から海外盤の「カーナヴァス」を繰り返し聴いており、LUNA SEAの再結成ライブにおいて、ライブ当日に周囲から「何か開幕前のBGMにいいCDある？」と聞かれたことから、本バンドの楽曲を使用している。

## ディスコグラフィー

### EP
- Pikul (2005)
- Remixes (2007)
- Live Session (iTunes での販売のみ。)
- The Tripwire Session: Live in Chicago (2007)

### アルバム
|                                        | 曲名                                                                            | 各チャート最高位 | 各チャート最高位 | 各チャート最高位 | 各チャート最高位 | セールス |
| US                                     | 曲名                                                                            | AUS              | CAN              | UK               |                  | セールス |
| -------------------------------------- | ------------------------------------------------------------------------------- | ---------------- | ---------------- | ---------------- | ---------------- | -------- |
| 2006                                   | Carnavas - 発売日(US) : 2006年 6月 25日 - レーベル: Dangerbird                  | 80               | 80               | -                | -                | 350,000  |
| 2009                                   | Swoon - 発売日(US) : 2009年 4月 14日 - レーベル: Dangerbird                     | 7                | 14               | 23               | 107              | 318,000  |
| 2012                                   | Neck of the Woods - 発売日(US) : 2012年 5月 8日 - レーベル: Dangerbird          | 6                | 23               | 11               | 86               |          |
| 2015                                   | Better Nature - 発売日(US) : 2015年 9月 25日 - レーベル: New Machine Recordings | 16               | 22               | 21               | -                |          |
| 2019                                   | Widow's Weeds 発売日(US) : 2019年 6月 7日 レーベル: New Machine Recordings      | 83               | -                | -                | -                | '        |
| "—" はチャートに入らなかった事を表す。 |                                                                                 |                  |                  |                  |                  |          |

### シングル
| 2007                                   | "Future Foe Scenarios"      | —   | —  | —  | —  | —  | Carnavas |
| 2007                                   | "Well Thought Out Twinkles" | —   | 9  | —  | —  | —  | Carnavas |
| 2007                                   | "Lazy Eye"                  | 102 | 5  | —  | 91 | 44 | Carnavas |
| 2008                                   | "Little Lover's So Polite"  | —   | —  | —  | —  | —  | Carnavas |
| 2009                                   | "Panic Switch"              | 92  | 1  | 4  | —  | 85 | Swoon    |
| 2009                                   | "Substitution"              | —   | 17 | 26 | —  | —  | Swoon    |
| 2010                                   | "The Royal We"              | —   | 5  | 21 | —  | —  | Swoon    |
| "—" はチャートに入らなかった事を表す。 |                             |     |    |    |    |    |          |

## 参考資料
- バイオグラフィー